# スロベニア語
スロベニア語（スロベニアご、スロベニア語: slovenski jezik, slovenščina）は、インド・ヨーロッパ語族に属するスラヴ語派のうち南スラヴ語群に属する西南スラヴ語の一言語。

## 概要
話者人口は約220万人で、主にスロベニア国内に居住するが、国境を越えたオーストリア南部やハンガリー西部、イタリアのトリエステにも話者が多く、地域によってドイツ語（バイエルン・オーストリア語、オーストリアドイツ語）やイタリア語とハンガリー語（マジャル語）の影響を多様に受けている特徴があり、そのため三言語政策が採られている。スロベニアでは公用語とする。
南のセルボ・クロアチア語と親近関係にあり、中でもクロアチア語のカイ方言とは相互理解もやや可能である。しかしその他のクロアチア語方言やセルビア語などとは文法や発音などに異なる部分も多く、話者間の意思疎通は困難となる。スロベニア語はインド・ヨーロッパ語族のほとんどで失われた双数が保存されていることに特色がある。

## ISOコード
- ISO 639-1コードは sl、ISO 639-2コードは slv。

## 方言
方言の数は全部でおよそ50程度とされる。以下の８つの方言群に分けられる。
1. コロシュカ方言群
2. プリモルスカ方言群
3. ロウタルスカ方言群
4. ゴレンスカ方言群
5. ドレンスカ方言群
6. シュタイェルスカ方言群
7. パンノニア方言群
8. コチェーウスカ方言群

最後に挙げたコチェーウスカ方言群の成立時期は、ほかの方言群に比べて格段に新しいため、伝統的な方言学では独立した方言群だとみなしていなかった。コチェーウスカ方言群を除くかわりに、ノトランスカ方言群を設定することがある。しかし、ノトランスカ方言群は、プリモールスカ方言群とドレンスカ方言群の中間の特徴を持つため、プリモールスカ方言群の下位グループと位置付けられることもある。いずれにせよ、方言分布と地理的・行政的な地理区分は完全には一致せず、方言群の名称と地方名も完全には一致しない。
スロベニア語は話者人口のわりに方言が多い。また、方言の差はかなり大きく、同じスロベニア語とはいえ方言が異なると意思疎通が困難になるということは頻繁に起こる。この言語の話者領域は、高い山々、森林、沼沢地、河川による変化に富んだ土地に分布しているからである。その地形のために、文化、政治、経済の交流はそれほど活発ではなく、孤立した行政単位で暮らしてきた。さらに、ドイツ人、ハンガリー人、イタリア人、フリウリ人、クロアチア人など様々な系統の言語を話す人々に囲まれ、長年にわたってその影響を受けてきたことも、方言差が大きくなった主要な要因とされる。

## 文法
他のスラヴ語同様、基本的にSVO構文をとり、名詞を含めて豊富な格変化を持つ。他の南スラヴ語に存在する呼格が消失しており、主格、属格、与格、対格、処格、具格の6つの格を持つ。

## 音韻論

### 母音
/a/, /e/, /ɛ/, /ə/, /i/, /o/, /ɔ/, /u/

### 子音
|          | 両唇音 | 両唇音 | 唇歯音 | 唇歯音 | 歯音 | 歯音   | 後部歯茎音 | 後部歯茎音 | 硬口蓋音 | 硬口蓋音 | 軟口蓋音 | 軟口蓋音 |
| -------- | ------ | ------ | ------ | ------ | ---- | ------ | ---------- | ---------- | -------- | -------- | -------- | -------- |
| 鼻音     | [m]    | [m]    |        |        | [n]  | [n]    |            |            |          |          | ([ŋ])    | ([ŋ])    |
| 破裂音   | [p]    | [b]    |        |        | [t]  | [d]    |            |            |          |          | [k]      | [ɡ]      |
| 破擦音   |        |        |        |        | [t͡s] | ([d͡z]) | [t͡ʃ]       | [d͡ʒ]       |          |          |          |          |
| 摩擦音   |        |        | [f]    | [f]    | [s]  | [z]    | [ʃ]        | [ʒ]        |          |          | [x]      | ([ɣ])    |
| 接近音   |        |        | [ʋ]    | [ʋ]    | [l]  | [l]    |            |            | [j]      | [j]      |          |          |
| ふるえ音 |        |        |        |        | [r]  | [r]    |            |            |          |          |          |          |

## 文字
スロベニア語アルファベット25文字
A B C Č D E F G H I J K L M N O P R S Š T U V Z Ž